# Municipio de Malcolm
El municipio de Malcolm (en inglés: Malcolm Township) es un municipio ubicado en el condado de McLean en el estado estadounidense de Dakota del Norte. En el año 2010 tenía una población de 78 habitantes y una densidad poblacional de 0,85 personas por km².

## Geografía
El municipio de Malcolm se encuentra ubicado en las coordenadas 47°37′30″N 101°6′37″O / 47.62500, -101.11028. Según la Oficina del Censo de los Estados Unidos, el municipio tiene una superficie total de 91.81 km², de la cual 69,69 km² corresponden a tierra firme y (24,09 %) 22,12 km² es agua.

## Demografía
Según el censo de 2010, había 78 personas residiendo en el municipio de Malcolm. La densidad de población era de 0,85 hab./km². De los 78 habitantes, el municipio de Malcolm estaba compuesto por el 98,72 % blancos, el 1,28 % eran amerindios. Del total de la población el 0 % eran hispanos o latinos de cualquier raza.